# Kala Marka
K'ala Marka es un reconocido grupo de Bolivia de música folklórica, fundado en 1984 en la ciudad de La Paz, Bolivia. Su nombre proviene del aimara y significa ciudad de piedra. 
En la actualidad, K'ala Marka es considerado uno de los grupos folclóricos más importantes de Bolivia, y disfrutan de una significativa popularidad fuera de Bolivia. Sus discos han sido certificados Oro y Platino gracias a su éxito comercial.

## Estilo musical
K'ala Marka se destaca por el uso de un amplio espectro de ritmos musicales Bolivianos tradicionales tales como carnavalito, toba, tinku, saya, taquirari, huayño, entre muchos otros, a los cuales se agregan elementos de composición original influenciados por estilos de música popular contemporánea. Para lograr esto, K'ala Marka emplea una amplia gama de instrumentos, que no se limita a: bombo, charango, guitarra, quena, sicu y tarka, como también guitarra eléctrica, bajo eléctrico, batería y sintetizador.
En sus canciones, K'ala Marka explora diversas temáticas, tales como la vida en el altiplano, la protección del medioambiente, la protección de derechos indígenas, tradiciones y mitología prehispánica, entre otras.
El año 2025 realizan una gira por Bolivia para celebrar 40 años de trayectoria. Señalan que desde el 2020 trabajan en el álbum 14 que plantean como una experimentación e inclusión de ritmos actuales.

## Historia
K'ala Marka fue formada en 1984, en la ciudad de La Paz, Bolivia por Hugo Gutiérrez (voz y charango) y Rodolfo Choque (vientos) como parte de un proyecto de investigación de música andina, acompañando al Ballet Folclórico de Cochabamba en giras internacionales.
Entre 1986 y 1987, graba sus primeros álbumes, comenzando con «Khochusiñani», distribuido en casete y consistiendo principalmente de canciones tradicionales y versiones.
En 1989, lanza su primer álbum con canciones de composición original, incorporando influencias de música popular contemporánea, dando inicio a su discografía original que en la actualidad consiste de más de una docena de álbumes.
En 1991, participa de la grabación del álbum «Tribual-pursuit», del grupo Kaoma.
En 2007, graba el DVD «Nuevo Mundo» en Francia, incluyendo un concierto en vivo junto varios artistas locales tales como Francis Cabrel.
En 2010, gana un juicio contra el grupo alemán "Cordalis", acusando a éste de plagiar la canción «Cuando florezca el chuño».

## Giras y conciertos
- 1984 - Gira europea junto al Ballet Folclórico de Cochabamba.
- 1985 - Festivales CIOOF en Francia: Montguyon, Confolens, Amelie les Bains, Dijon.
- 1986 - Gira por Jordania e Israel: Haifa, Tel-Aviv, Tiberiades.
- 1988 - Concierto «Laissez chanter les enfants» (con Francis Cabrel) enAgenestadio de Agen, Francia.
- 1991 - Concierto en Casablanca, Marruecos.
- 1992 - Participación en la apertura de la Expo 92 en Sevilla, España. Giras por Belgrado, Atenas y París.
- 1994 - Gira por Alemania junto al grupo Los Jaivas.
- 1996 - Concierto «Un techo por la música» transmitido vía satélite por British Telecom. Gira por Escocia, Irlanda e Inglaterra. Participación en el congreso ERI con conciertos en Canadá (Montreal y Quebec).
- 1998 - Concierto UNESCO en París, Francia.
- 2002 - Gira europea por: Alemania, Italia, España, Inglaterra.
- 2003 - Gira «El poder de los Andes» por Estados Unidos (Chicago, Florida, Washington, California), con participación en diversos festivales como el Festival de las Américas, Miami.
- 2004 - Gira por Argentina, Chile, Suecia, Estados Unidos y España.
- 2005 - Concierto en el Parque de Lima. V Festival de Canto Latinoamericano en Huancayo, Perú, organizado por la Radio Antena Sur. Concierto «Teatro Al Aire Libre» en La Paz, Bolivia.
- 2007 - Concierto «Nuevo Mundo» (disponible en DVD) junto a varios artistas, en Francia.

## Miembros
| Miembros principales - Hugo Gutiérrez: Voz y Charango - Rodolfo Choque: Vientos y Coro Miembros secundarios (actualmente) - Didier Mamani: Guitarra acústica - Fredy Huayta: Guitarra eléctrica - Fernando Gutiérrez: Vientos - José Abreu: Percusión - Benjamín Chambi: Batería - Edwin Mendoza: Bajo eléctrico |

Colaboradores
- Andrés Martínez: Sonidista

Antiguos miembros
- Guillermo Lizarazu(†): Guitarra acústica
- Raúl Flores: Bajo eléctrico
- José Luis Morales: Bajo eléctrico
- Iván Guzmán: Batería
- Alejandro Alarcon: Vientos
- Juan Romulo Fernández: Guitarra acústica
- Marcelo Palacios: Guitarra eléctrica
- Danilo Lizarraga: Guitarra eléctrica
- Edwin Centellas: Percusión
- Franz Valverde: Guitarra acústica

## Discografía
| Álbumes de estudio - 1986: «Khochusiñani» - 1987: «Village de Pierre» - 1987: «Pueblo de piedra» - 1989: «Chuyma lunthata» - 1990: «Bolivianita» - 1990: «Isla del Sol» - 1991: «Cuando florezca el chuño» - 1993: «Aguas claras» - 1994: «De los Andes al Amazonas» - 1995: «Solo por ti» - 1998: «Américas» - 2001: «Wawitay» - 2006: «Guardián del Amazonas» - 2007: «Por la igualdad de razas y derechos» - 2012: «Nuestro amor a la tierra sea eterno agradecimiento» | Otros - 1987/88: «Laissez chanter les enfants» (concierto con Francis Cabrel) - 1990: «Isla del Sol» (recopilatorio) - 2001: «Kalasasaya» (recopilatorio) - 2003: «El poder de los Andes» (DVD) - 2009: «Nuevo Mundo» (DVD) |

## Premios y reconocimientos
- 1984: Medalla de Oro a la música más original. Dijon, Francia
- 1995: Grupo neofolclórico del año, otorgado por ABAIEM, SOBODAYCOM.
- 2013: Elegidos «embajadores de la quínoa».
- 2015: «Mejor espectáculo en vivo», Premio Maya.
- 2016: Embajadores de los pueblos originarios ante la ONU